# Eutrichillus biguttatus
Eutrichillus biguttatus är en skalbaggsart som först beskrevs av Leconte 1852.  Eutrichillus biguttatus ingår i släktet Eutrichillus och familjen långhorningar. Inga underarter finns listade i Catalogue of Life.